# Ciénega (ort)
Ciénega är en ort i Colombia.   Den ligger i departementet Boyacá, i den centrala delen av landet, 120 km nordost om huvudstaden Bogotá. Ciénega ligger 2 463 meter över havet och antalet invånare är 1 172.
Terrängen runt Ciénega är kuperad åt nordväst, men åt sydost är den bergig. Runt Ciénega är det glesbefolkat, med 20 invånare per kvadratkilometer. Närmaste större samhälle är Tunja, 16,2 km nordväst om Ciénega. Trakten runt Ciénega består i huvudsak av gräsmarker.